# لاریسا واسیلیان
لاریسا واسیلیان ( انگلیسی: Larissa Vassilian؛ زادهٔ ۱۷ ژوئن ۱۹۷۶) روزنامه‌نگار ارمنی‌تبار اهل آلمان است. وی‌ به‌خاطر پادکست‌اش «بی‌خوابی در مونیخ» «Schlaflos in München» با نام هنری آنیک روبنس (Annik Rubens) سرشناس شد. این پادکست روزنامه بیش از ۱۰٬۰۰۰ شنونده داشت و وی را تبدیل به یکی از موفق‌ترین پادکسترهای آلمان‌زبان نمود و برنده جایزه معتبر پادکست در رده غیرانگلیسی در سال ۲۰۰۵ شد.

## زندگی‌نامه
وی در ۱۷ ژوئن ۱۹۷۶ در کنستانتس، آلمان غربی از پدری ارمنی (Rouben Vassilian) و مادری باوریایی (Sylvia Vassilian) به دنیا آمد و کارشناسی ارشد در رشته تاریخ فرهنگی، علوم سیاسی و قوم‌شناسی آمریکا از دانشگاه لودویگ ماکسیمیلیان مونیخ (۲۰۰۳-۱۹۹۵) فارغ‌التحصیل گشت. 